# Troisième circonscription législative de Lettonie

Carte de la circonscription

La Troisième circonscription législative de Lettonie est une circonscription électorale lettone. Cette circonscription se compose de six districts : Balvu, Daugavpils (y compris la ville de Daugavpils), Kraslavas, Ludzas, Preilu, Rezeknes (y compris la ville de Rezekne).
Elle est représentée par 17 sièges à la Saeima.